# Tigra (ort)
Tigra är en ort i Costa Rica.   Den ligger i provinsen Alajuela, i den centrala delen av landet, 70 km nordväst om huvudstaden San José. Tigra ligger 289 meter över havet och antalet invånare är 194.
Terrängen runt Tigra är huvudsakligen kuperad, men åt nordost är den platt. Runt Tigra är det ganska tätbefolkat, med 75 invånare per kvadratkilometer. Närmaste större samhälle är Quesada, 16,9 km öster om Tigra. I omgivningarna runt Tigra växer i huvudsak städsegrön lövskog.